# Даннефельд
Даннефельд (нем. Dannefeld) — деревня в Германии, в земле Саксония-Анхальт. Входит в состав города Гарделеген района Зальцведель.
Население составляет 393 человека (на 31 декабря 2006 года). Занимает площадь 18,58 км².
До 31 декабря 2010 года имела статус общины (коммуны). 1 января 2011 года вместе с рядом других населённых пунктов вошла в состав города Гарделегена.

## Достопримечательности
Церковь, построенная в XVIII веке в фахверковом стиле.